# Aigurande
Aigurande è un comune francese di 1 625 abitanti situato nel dipartimento dell'Indre, nella regione del Centro-Valle della Loira.

## Società

### Evoluzione demografica
Abitanti censiti